# Hällesås
Hällesås är en bebyggelse i Mölndals kommun i Västra Götalands län. Den klassades före 2015 som en småort och utgjorde 2015-2018 en del av tätorten Gundal och Högås, som därefter ingår i Göteborgs tätort. Orten ligger i sydvästra spetsen av Mölndals kommun, geografiskt skilt från kommunens tätorter genom Sandsjöbacka naturreservat. Förr var denna en del av Skogtorpa rote i den västligaste delen av Lindome socken.

## Historia
Gården Hällesås finns på kartor sedan området blev svenskt på sent 1600-tal och har till idag behållit sin karaktär av jordbruksbygd där bebyggelsen återfinns på berghällarna runt åkerjorden. 
Byn Hällesås bröts upp och skiftades under 1800-talet.

## Samhället
Med Hällesås menas idag dels villabebyggelsen öster om det stora gärdet, vid de lokala Styrsåsvägen, Säljåsvägen och Stamåsvägen. Dels syftas på bebyggelsen längs Hällesås byväg norr och väster om gärdet. I nordöst ligger platsen för den gamla byn. Huvudgården flyttades då 500 meter västerut, nedför sluttningen längs byvägen.
Hällesås bildar tillsammans med intilliggande områden en viktig buffertzon till det Natura 2000-område som Sandsjöbacka är. I området finns ett par småföretag men ingen handel eller kommunal service. Orten Hällesås utgörs i stor utsträckning av fritidshus, som i många fall byggts om till åretruntboenden.
Över Hällesås löper en del av den högspända likströmsförbindelsen Kontiskan mellan Danmark och Sverige.
Från år 2012 pågår bygge av ett nytt villaområde strax sydöst om Hällesås. Det sker i de västligaste delarna av de båda gårdarna Kimmersbos tidigare marker, direkt väster om gränsen för Sandsjöbacka naturreservat. 